# Zündapp KS 750
La Zündapp KS 750 est à la fois une moto et un side-car datant de la Seconde Guerre mondiale, développé pour les forces armées allemandes par la société allemande Zündapp. Basée sur une conception ingénieuse avec son cadre rigide, elle intégrait de nombreuses caractéristiques originales et raffinées. Après son entrée en service en 1941, cette moto sophistiquée servit sur tous les grands fronts allemands, et grâce à sa polyvalence et sa robustesse, fut largement utilisée dans des rôles variés.

## Conception et développement
À la fin de 1937, l'Oberkommando des Heeres demanda le développement d'une moto avec un cahier des charges précis :
- une charge utile de 500 kg, correspondant à trois soldats entièrement équipés ;
- une vitesse à pleine charge permanente de 80 km/h sur autoroute et une vitesse maximale de 95 km/h. La vitesse minimale devait être de 4 km/h pour accompagner les troupes qui marchaient ;
- des pneus d'une dimension de 4,5 × 16 " tout-terrain devaient être utilisés ;
- une garde au sol minimale de 150 mm et assez d'espace sous le garde-boue permettant d'utiliser des chaînes à neige ;
- une importante capacité tout-terrain, y compris le passage à gué en eaux peu profondes et le franchissement de pentes raides ;
- autonomie sans ravitaillement en carburant d'au moins 350 km[3],[2].

Jusqu'à cette époque, toutes les motos utilisées par l'armée étaient inspirées de modèles civils, mais le besoin d'une armée en mouvement rapide — qui était une partie de la vision moderne derrière la restructuration des forces armées allemandes — signifiait qu'aucun argent ne devait être économisé pour la création d'une moto et d'un side-car combinés supposés extrêmement polyvalents, performants et fiables. Bien sûr, tout cela avait un coût, et bien qu'il soit évident qu'il ne fallait pas économiser d'argent pour ces motos, il apparut à la fin de 1944 que deux Volkswagen Kübelwagen pouvaient être construits pour le prix d'une seule Zündapp KS 750, la production de cette dernière fut donc arrêtée.
Initialement, Zündapp pensait modifier le modèle KS 600 afin de répondre à la demande du Oberkommando des Heeres, mais il parut bientôt évident que la KS 600 n'était pas appropriée pour la poursuite du développement : le cadre, le moteur, la transmission, la fourche avant et de nombreuses autres parties devraient être renforcées ou modifiées pour pouvoir répondre aux nouveaux critères. Finalement, Zündapp arriva à la conclusion qu'ils avaient besoin d'une nouvelle moto et d'un nouveau side-car. En 1939, ils avaient réalisé deux prototypes, le commandement les utilisa pour les tester. Sur les deux motos, la cylindrée fut augmentée à 700 cm3 et les cylindres furent relevés de chaque côté de 5° pour augmenter la garde au sol. La cylindrée fut encore une fois augmentée à 751 cm3.
BMW répondit également à l'appel d'offre pour la nouvelle moto et a produit un prototype de R 75. Après de longs essais sur les prototypes BMW et Zündapp, le haut commandement fut convaincu que la Zündapp était de loin supérieure à la BMW. Il fut demandé à BMW de construire la Zündapp sous licence, ce que BMW refusa. Toutefois, le commandement exigea de BMW qu'elle adopte les caractéristiques supérieures de la Zündapp, telles que la transmission arrière, le système de freinage hydraulique et les roues. BMW et Zündapp convinrent — à la demande du commandement — de normaliser autant de composants que possible afin de rationaliser la production et les pièces de rechange, qui seraient ensuite utilisables et interchangeables sur les deux modèles, notamment la transmission avec le différentiel à glissement limité, brevets de Hubert Barth et Rudolf Schleicher.
Au cours de la campagne occidentale, des sides-cars belges furent livrés à la Wehrmacht. Le modèle FN M12 fut livré à Zündapp à des fins de test et d’étude. Certains détails de la fabrication du fabricant suédois, à l’époque Seitenwagenantrieb, se sont ajoutés à la construction Zündapp.
Le développement se poursuivit jusqu'en 1940 et finalement, sept motos furent utilisées pour des essais plus longs et affiner les derniers détails. En avril 1940, le commandement confirma l'acceptation intégrale de la Zündapp KS 750 qui, malgré la satisfaction des premiers modèles, reçut des améliorations régulières durant sa production.
La production en série commença au printemps 1941. En huit ans, Zündapp a produit 18 695 exemplaires de la KS 750 dans l'usine de Nuremberg. Alors que la production militaire fut arrêtée au début de 1945, un petit lot a été produit à partir de 1946, à la fois pour l'Armée finlandaise et le marché civil.

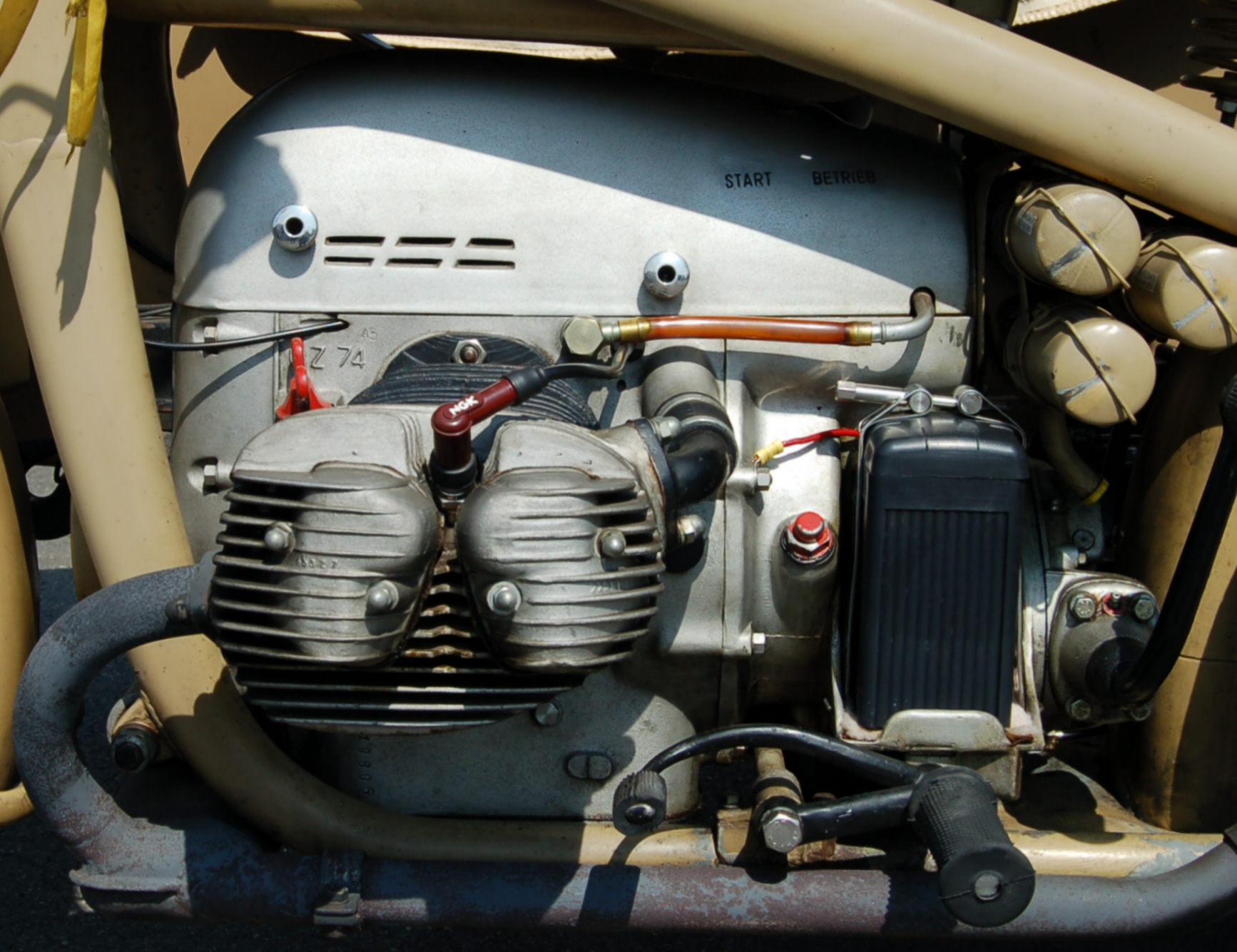
Moteur KS 750

## Technologie

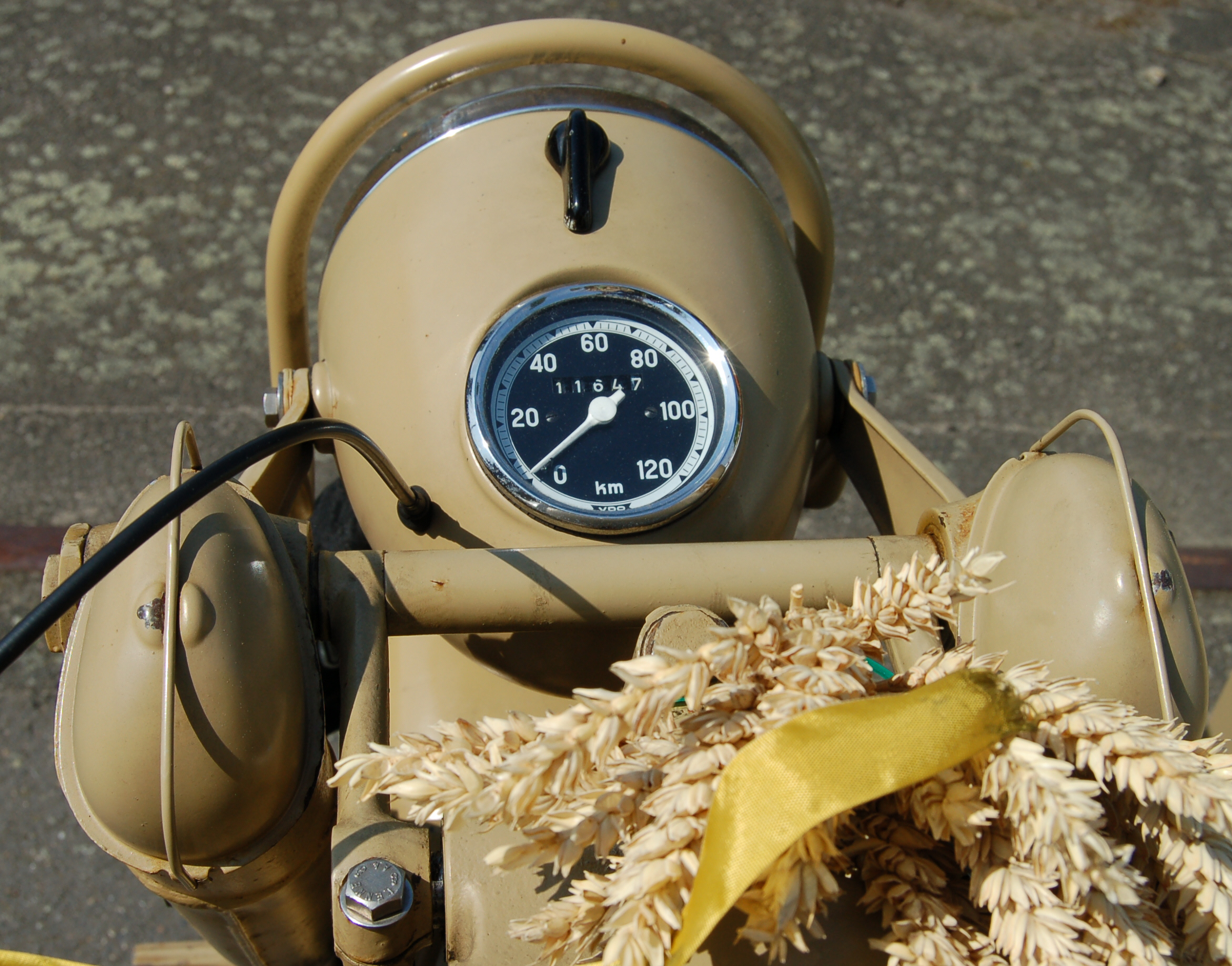
Compteur KS 750

### Moteur

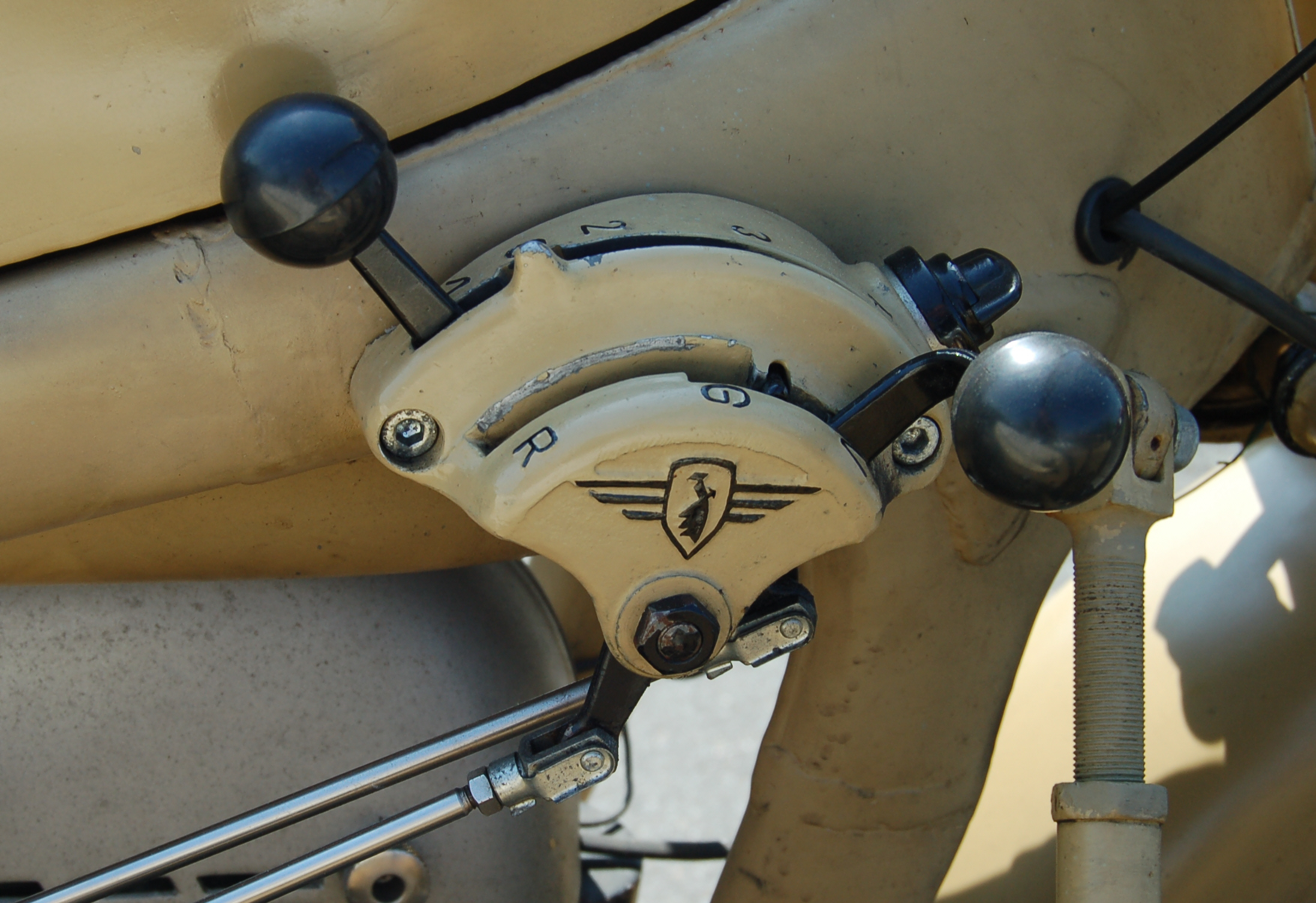
Commande de vitesses manuelle (V = marche avant ; G = tout-terrain ; R = marche arrière)

Le moteur est un bicylindre à plat de 751 cm3 (alésage 75 mm, course 85 mm), avec chambres de combustion hémisphériques et un taux de compression de 1:6,2. Les cylindres sont relevés de 5° (c'est donc en fait un moteur en V à 170°) pour obtenir une garde au sol accrue sous les cylindres. Le moteur n'a pas été conçu pour développer une puissance élevée avec 26 ch à 4 000 tr/min. Le couple maximal de 52 N m est atteint à 2 650 tr/min. La culasse en aluminium est fortement ailetée (elle possède une grande surface), de sorte que le refroidissement est suffisant, même à basse vitesse. Les trois paliers de vilebrequin sont sur roulements pour avoir une durée de vie plus longue avec une résistance au frottement diminuée. L'arbre à cames et la pompe à huile à piston entraînés par des engrenages reçoivent le mouvement du vilebrequin. L'embrayage est de type double disque à sec. Le carburateur est un Solex BFR de 30 mm de diamètre, l'allumage fait appel à une magnéto, soit Noris ZG 2, soit Bosch FJ 2R 134.

### Transmission et propulsion

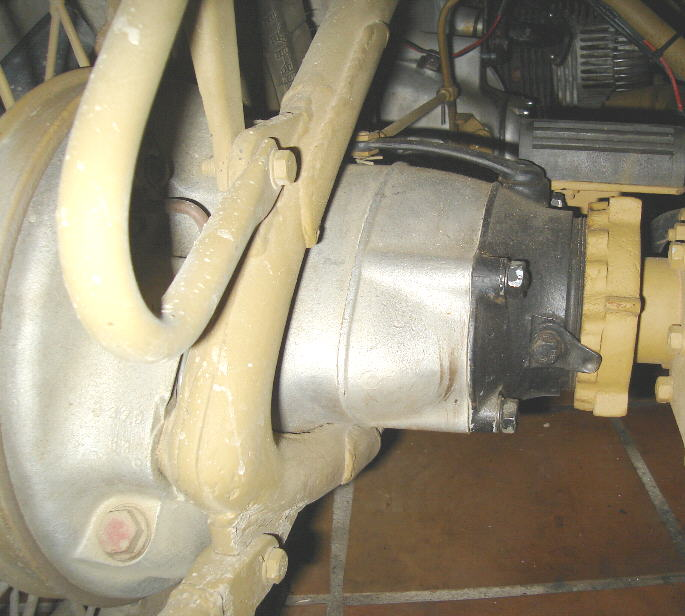
Transmission arrière avec renvoi vers le side-car

La boîte de vitesses est à quatre rapports plus une tout-terrain et une marche arrière. Les commandes sont au pied ou à la main. Lorsqu'il est actionné avec le pied, le levier de vitesses à main sert également d'indicateur de vitesse. Les commandes de marche arrière et tout-terrain ne peuvent être changés qu'à la main. Tous les engrenages sont à dents droites, par conséquent la transmission génère un bruit important pendant la conduite, similaire à celui d’un tramway. En raison du couple élevé du moteur, la moto peut démarrer sur une route normale en deuxième vitesse, là où on aurait normalement démarré en première. Le premier rapport tout-terrain n'est nécessaire que dans les montées extrêmes ou à très basse vitesse. Le tout-terrain était particulièrement utilisé pour pouvoir remonter des colonnes de soldats en marche. La force est transmise au différentiel arrière au moyen d'un arbre. Le différentiel verrouillable distribue le couple à 70 % sur la roue arrière et 30 % sur la roue du side-car. En raison de cette répartition inégale du couple, le side-car, avec une largeur de voie de 1 130 mm, roule droit, sans avoir besoin de contre-braquer.
| Rapport | Vitesse Route | Vitesse Tout-terrain |
| ------- | ------------- | -------------------- |
| 1       | 18,5          | 3 à 14               |
| 2       | 40            |                      |
| 3       | 62            |                      |
| 4       | 95            |                      |

### Freins

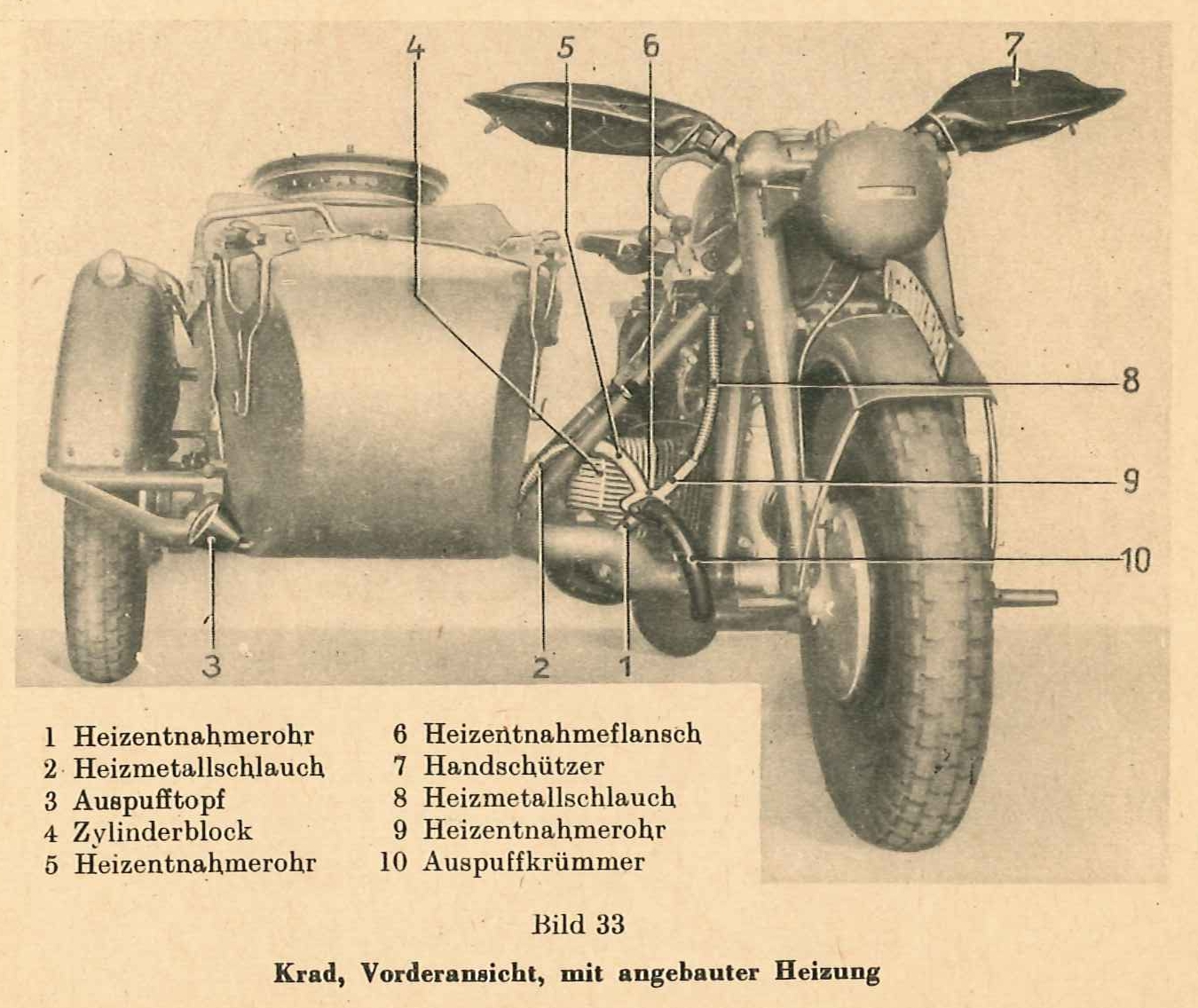
Système de chauffage

À l’arrière et sur le side-car, il y avait un frein à tambour à commande hydraulique d’un diamètre de 250 mm. Là encore, l'asymétrie de l'équipage fut prise en compte dans la conception, car les cylindres de frein de roue ont des diamètres différents : 22 mm à la roue arrière et 19 mm sur le side-car. Si le side-car est démonté, une double soupape ferme automatiquement les conduites de frein et empêche le liquide de frein de fuir. La conduite sans side-car n’était pas recommandée et n’est que partiellement possible. La roue avant est équipée d'un frein à tambour à câble de 250 mm de diamètre.

### Suspension et side-car
Le cadre de la moto est fait de tubes ovales soudés en triangles, d’une épaisseur maximale de 5 mm. La roue avant est suspendue avec une fourche à parallélogramme en tubes coniques ovales, la roue arrière n'est pas suspendue. Le side-car BW 40 à suspension par barre de torsion (après la première année d'utilisation) est une construction Zündapp-Steib, remplacée plus tard par le side-car BMW R 75 type 286/1 plus simple à fabriquer. La version de 1943 avec le side-car BMW s’appelait Zündapp BW 43. Le cadre du side-car est constitué d'un rectangle en tubes soudés. La roue du side-car du BW 40 est suspendue à un bras oscillant dans lequel se trouve le système de transmission. Il est suspendu à un ressort hélicoïdal situé avec l'arbre de transmission dans le tube transversal arrière du cadre du side-car. Le side-car BW 43 est suspendu à l'arrière par deux ressorts à lames et par des blocs en caoutchouc à l'avant. Avec le side-car BW 40, l’attelage a une largeur de 1 130 mm, inférieure de 25 mm à celle du BW 43 ; les side-cars BW 40 et BW 43 ne sont pas identiques. Les trois roues sont interchangeables avec une jante à bords profonds et des rayons épais.
Les usines Triumph-Werken fabriquaient des chaufferettes pour les pieds, les mains et le side-car pour les conditions météorologiques extrêmes. Ceux-ci relayaient les gaz d'échappement du moteur via des tuyaux flexibles. S'avérant inutilisable, ce système de chauffage est arrêté à partir de 1943. Tous les équipages ont cependant conservé un appareil de chauffage standard pour le side-car.

### Consommation
La consommation est de 7 L/100 km sur route et de 9 L/100 km en tout-terrain.

## Production
En huit ans, de 1941 à 1948, 18 635 exemplaires de Zündapp KS 750 furent construits à Nuremberg. Jusqu'au milieu de 1942, les équipages étaient livrés en gris foncé RAL 7021 à l'armée. La Luftwaffe les recevait en noir RAL 7019 gris-gris. Pour l'Afrika Korps, les équipages livrés en 1941/42 étaient peints en beige RAL 8000. À partir de 1943, tous les véhicules de l'armée étaient peints en jaune foncé (sans numéro RAL).
La Zündapp KS-750, qui valait 2 175 Reichsmark à l'époque, est aujourd'hui très demandée en tant qu'objet de collection en raison de sa technologie sophistiquée et robuste. Plus de 50 000 euros (octobre 2018) sont actuellement proposés pour des motos bien restaurées. 
| Année de production | Nombre d'unités produites | Numéros de série                  |
| ------------------- | ------------------------- | --------------------------------- |
| 1939                | 2                         | pré-série, pas de numéro de série |
| 1940                | 7                         | 600 000 - 600 006                 |
| 1941                | 288                       | 600 007 - 600 295                 |
| 1942                | 7 228                     | 600 296 - 607 523                 |
| 1943                | 7 131                     | 607 524 - 614 654                 |
| 1944                | 3 515                     | 614 655 - 618 169                 |
| 1945                | 115                       | 618 170 - 618 284                 |
| 1946                | 205                       | 620 001 - N/A                     |
| 1947                | 76                        | N/A                               |
| 1948                | 68                        | N/A - 620 349                     |

Source